# Fińskie monety euro

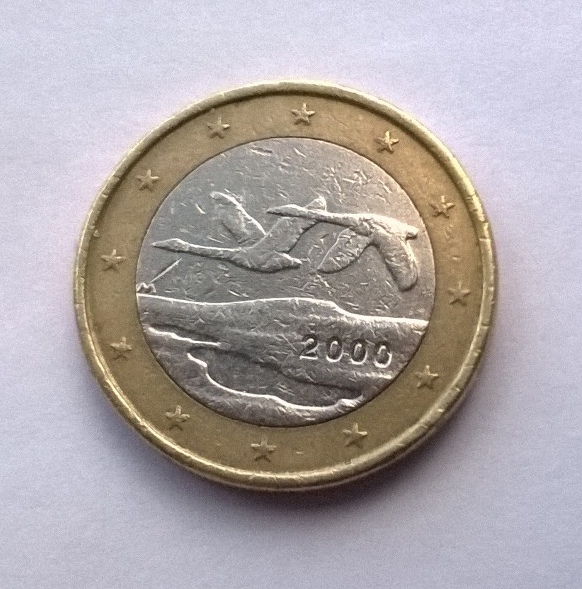
Moneta 1 euro

Awersy fińskich monet euro nawiązują do motywów wykorzystywanych na dawnym bilonie waluty narodowej tego kraju. Wybijane są Mennicy Fińskiej w Helsinkach (Rahapaja Oy). W handlu obowiązują zasady „szwedzkiego zaokrąglania” kwot do pełnych 5 centów, dlatego monety 1 i 2 centy praktycznie nie występują w obiegu i są emitowane wyłącznie dla potrzeb kolekcjonerskich. Finlandia chciała je także wycofać z produkcji zestawów rocznikowych, ale nie dostała na to zgody od Komisji Europejskiej.

## Wizerunki monet
- 2 euro przedstawia owoce i kwiaty maliny moroszki. Na rancie umieszczono napis
Autorem projektu jest Raimo Heino.
- 1 euro przedstawia dwa lecące nad jeziorem łabędzie (typowy fiński krajobraz), co nawiązuje do określenia Finlandii jako „kraju tysiąca jezior”. Pierwotnie projekt ten miał zdobić monetę upamiętniającą 80-lecie niepodległości Finlandii.
Autorem projektu jest Pertti Maekinen.
- Monety od 1 do 50 centów przedstawiają godło Finlandii. Umieszczany był na marce fińskiej od 1964 r.
Autorem projektu jest rzeźbiarz Heikki Hälväoja.